# Гробниці велетнів

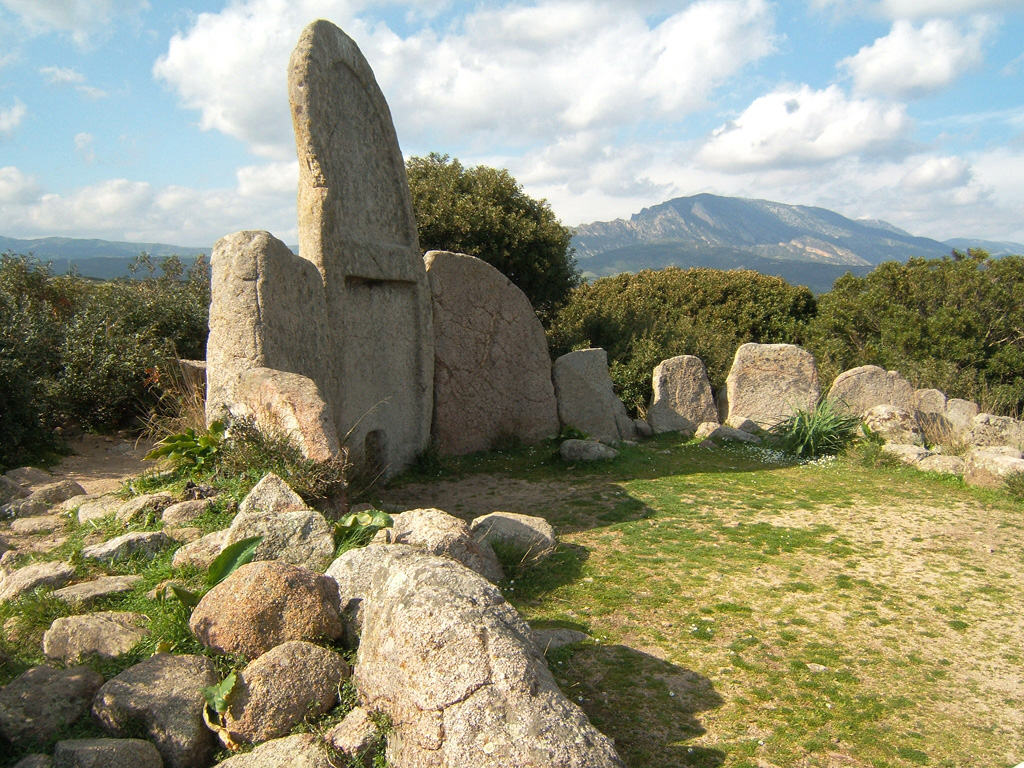
Інтер'єр гробниці Са-Ена-е-Томес

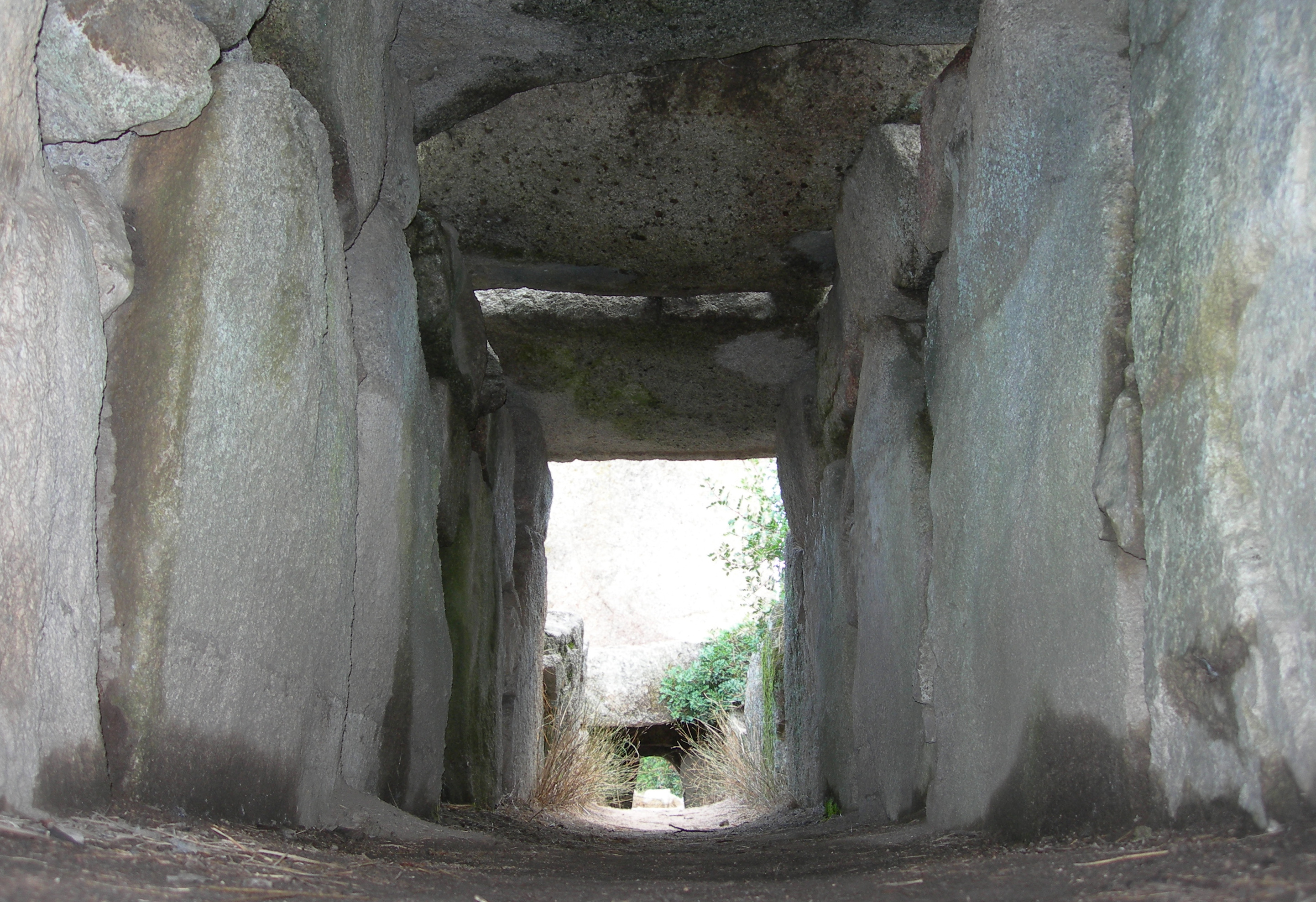
Гробниця гіганта в Доргані

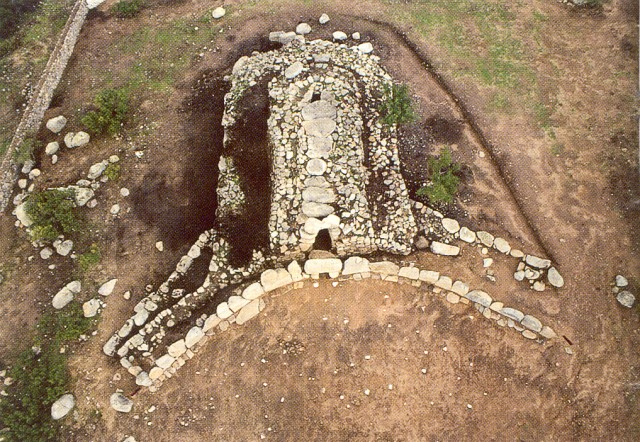
Гробниця гіганта в Осонно, Тріеї

Гробни́ці ве́летнів — назва, яку корінні жителі Сардинії дали місцевому різновиду могил галерейного тип нурагічного періоду(середина 2-го — середина 1-го тис. до н. е., пізня бронзова доба). У загальній складності виявлено понад 300 подібних пам'яток.
Конструкція «гробниць велетнів» така: кам'яний каїрн лежить на похоронній камері. У кількох гробницях є вхід кубкоподібної форми, подібний до Корт-Каїрну в Ірландії.

## Різновиди
Археологи розрізняють два основних типи «гробниць велетнів»: плитчастий і блоковий.
У гробницях «плитчастого» типу необроблені кам'яні плити закопуються одним кінцем у землю і розташовуються одна поруч з іншою. Зазвичай є центральна стела, найбільша (до 4 метрів заввишки) з пробитим у ній проходом. Гробниці мали характерне прямокутне планування з апсидою. Похоронна камера зазвичай має довжину від 5 до 15 метрів і висоту від 1 до 2 метрів. Спочатку споруди були покриті пагорбами у формі перевернутого корабля. Біля входу перебував обеліск (betile — сардинською мовою), що символізував богів-предків, які наглядають за мерцем.
У примітивніших «гробницях велетнів» плитчастого типу вхід зазвичай прорубується в основі центральної плити, або ж є груба дольменоподібна структура з 3 необроблених каменів, що утворюють вхід (Осонно, Сорталі, Лольгі, Пескаредда).
У розвиненіших гробницях плитчастого типу центральна плита обробляється: вона заокруглюється зверху і має просте зображення, вирізане на лицьовій поверхні (Доргаллі, Горонна, Санту-Баїнцу, Кодда-Веккі).
Гробниці так званого «блочного типу» виготовлялися з обтесаних блоків прямокутної форми (Бідістілі, Мадау II, Селені II, Ілої, Мура-куата).
Гробниці велетнів на Сардинії за конструктивними особливостями нагадують Мегалітичні храми Мальти.